# Рудницький Іван Володимирович
Іва́н Володи́мирович Рудни́цький (Рудніцький) (7 лютого 1995 — 10 лютого 2015) — солдат Збройних сил України. Один із «кіборгів».

## Життєвий шлях
Закінчив ЗОШ, у квітні 2013 року пішов на військову службу до ЗСУ за контрактом. Навідник, 3-я рота, 13-й батальйон, 95-та окрема аеромобільна бригада. Влітку 2014-го у бою зазнав поранення, після лікування та реабілітації повернувся до частини.
10 лютого 2015-го загинув під час вогневого контакту ротно-тактичної групи з терористами біля села Спартак Ясинуватського району. Тоді ж полягли Сергій Порозінський, Олександр Саєнко й Андрій Ущапівський.
Без Івана лишилися мама і сестра.
14 лютого в Житомирі на Корбутівці відбулося останнє прощання з Сергієм Порозінським, Миколою Назарчуком, Іваном Рудницьким. Похований у місті Чуднів.

## Нагороди
За особисту мужність і героїзм, виявлені у захисті державного суверенітету та територіальної цілісності України, вірність військовій присязі під час російсько-української війни, відзначений — нагороджений
- орденом «За мужність» III ступеня (посмертно)